# Bissone
Bissone é uma comuna da Suíça, no Cantão Tessino, com cerca de 773 habitantes. Estende-se por uma área de 4,22 km², de densidade populacional de 183 hab/km². Confina com as seguintes comunas: Arogno, Brusino Arsizio, Campione d'Italia (IT-CO), Maroggia, Melide, Riva San Vitale.
A língua oficial nesta comuna é o Italiano.